# Moana (2026)
Moana (prt: Vaiana) é um futuro filme de 2026, dos gêneros aventura e musical, dirigido por Thomas Kail, com roteiro de Jared Bush e Dana Ledoux Miller, e produzido por Dwayne Johnson, Hiram, Dany Garcia e Beau Flynn,  O filme é uma adaptação em live-action da animação homônima de Walt Disney. É estrelado por Catherine Laga'aia no papel titular e Johnson reprisando seu papel como Maui, dos filmes de animação.
O desenvolvimento de um filme live-action de Moana foi anunciado por Johnson em Abril de 2023. Kail foi contratada como diretora em Maio do mesmo ano e Lagaʻaia foi anunciada no papel-título em Junho de 2024, juntamente com o elenco principal de apoio. As filmagens principais ocorreram em Atlanta e no Havaí entre Julho e Novembro de 2024.
Moana está previsto para ser lançado pela Walt Disney Studios Motion Pictures nos Estados Unidos em 10 de Julho de 2026, e no Brasil dia 09 de Julho.

## Elenco
- Catherine Laga'aia como Moana.
- Dwayne Johnson como Maui.
- John Tui como Chefe Tui, pai de Moana.
- Frankie Adams como Sina, mãe de Moana.
- Rena Owen como Vovó Tala, avó de Moana e mãe de Tui.

## Produção

### Desenvolvimento
Em 3 de abril de 2023, foi anunciado no canal oficial de Dwayne Johnson no YouTube que um remake live-action de Moana (2016) estava em desenvolvimento na Walt Disney Pictures, com Johnson produzindo ao lado de sua ex-esposa Dany Garcia e seu irmão, o ex-cunhado de Johnson, Hiram Garcia, para a Seven Bucks Productions, e Beau Flynn para a Flynn Picture Co., e a estrela principal do filme de animação, Auliʻi Cravalho, atuando como produtora executiva. Johnson comentou: "Esta história é a minha cultura, e esta história é emblemática da graça e da força guerreira do nosso povo. Eu uso esta cultura com orgulho na minha pele e na minha alma, e esta oportunidade única na vida de me reunir com Maui, inspirado pelo mana e espírito do meu falecido avô, o Alto Chefe Peter Maivia , é algo que corre muito fundo para mim.... Não há mundo melhor para honrarmos a história do nosso povo, a nossa paixão e o nosso propósito do que através do reino da música e da dança, que está no cerne de quem somos como povo polinésio." Sean Bailey, presidente de produção da Disney Live Action na época, reconheceu que, embora apenas sete anos tivessem se passado desde o lançamento do filme de animação, a celebração do 100º aniversário da Disney contribuiu para a decisão de refazer o filme tão cedo.
Em 31 de maio de 2023, Thomas Kail foi anunciado como o diretor. O elenco deveria começar no final do ano, mas foi suspenso até 8 de novembro de 2023, devido à greve SAG-AFTRA de 2023. Em fevereiro de 2024, Johnson afirmou que uma atriz havia sido escalada para o papel titular, mas que a atriz seria mantida em segredo por enquanto. Em junho, Catherine Laga'aia foi revelada como a atriz escalada para o papel titular, ao lado de John Tui, Frankie Adams e Rena Owense juntando ao elenco, com Jared Bush e a codiretora de Moana 2, Dana Ledoux Miller, escrevendo o roteiro. Isso marcou a terceira colaboração entre Johnson e Tui, depois de Hobbs & Shaw (2019) e Young Rock (2021–2023).

### Filmagem
A fotografia principal começou em Atlanta, Geórgia, em 29 de julho de 2024, sob o título provisório Canon, e terminou no Havaí em 22 de novembro. Estava programado anteriormente para começar a filmar em junho de 2024 sob o título provisório Motorheads,  após ser adiado de uma data de início de outubro de 2023 devido à greve SAG-AFTRA. Óscar Faura atua como diretor de fotografia. Bill Westenhofer atua como supervisor de efeitos visuais, tendo deixado o filme Capitão América: Admirável Mundo Novo (2025) do Universo Cinematográfico Marvel (MCU) para fazê-lo. Em agosto de 2025, foi revelado que o estúdio queria usar um deepfake gerado por IA do rosto de Johnson composto em um dublê de corpo para tomadas selecionadas com a aprovação do ator e a ajuda da empresa de IA Metaphysic, mas depois abandonou a ideia para evitar potenciais controvérsias em meio a questões sociais e governamentais em torno da regulamentação da IA no processo de produção cinematográfica e na vida cotidiana.

## Música
Mark Mancina, que forneceu a trilha sonora do filme original e sua sequência, confirmou em dezembro de 2024 que retornará para compor a trilha sonora do remake. Lin-Manuel Miranda, que foi compositor do filme original, também retornará. Ele não esteve envolvido com Moana 2 devido a conflitos de agenda.

## Lançamento
Moana está programado para ser lançado em 10 de Julho de 2026 nos EUA, e dia 09 de Julho no Brasil, coincidindo com o 10º aniversário da franquia e o lançamento do filme original. No entanto, foi originalmente programado para ser lançado em 27 de Junho de 2025, mas após o anúncio de Moana 2, foi adiado um ano para sua data atual para compensar o curto intervalo entre os dois filmes.